# María José Demare
María José Demare es una actriz y cantautora de tango que nació el 12 de abril de 1949 en la ciudad de Buenos Aires, Argentina y ha desarrollado una extensa carrera. Es hija del director de cine Lucas Demare y de la actriz Norma Castillo, así como sobrina del pianista y compositor Lucio Demare.

## Carrera profesional
Desde pequeña estudió canto, baile, actuación y música y de muy pequeña debutó en el teatro con un papel en la obra Nuestra Natracha de Alejandro Casona. En forma contemporánea participó en televisión en la serie Acacia Montero en el papel de hija de Tita Merello, grabó su primer disco titulado El tren de las Ocho con baladas de su propia autoría y debutó en cine en Los guerrilleros (1965), dirigida por su padre. En 1966 siguió activa en televisión trabajando en el programa Galería Polyana que con buena repercusión se transmitió entre mayo y octubre por Canal 9 de lunes a viernes con libros de la autora teatral Clara Giol Bressan y un elenco que incluía a Susana Campos, Virginia Lago, Fanny Navarro, Enzo Viena, Ricardo Passano, Patricia Shaw, Aída Luz, Nelly Darén y Gloria Raines.
Años después volvió al disco, registrando su segundo trabajo titulado Viva María en el que explora el terreno del rock. Después vinieron dos de tangos: Alquimia (con temas con letras propias con música y arreglos de Daniel “Tangoloco” García) y La Demare, y su incorporación al Cuadro de la Generación Intermedia de la Academia Nacional del Tango de la República Argentina.
En 1971, retornó al cine en Pájaro loco con Luis Sandrini, nuevamente dirigida por su padre, y a partir de allí participó en unos veinte filmes tanto de drama como de comedia. Por su trabajo en Rosarigasinos (2001) ganó el premio Luis Sandrini y fue incluida como candidata al Premio Cóndor de Plata.
En televisión se recuerda especialmente su participación en el especial Los mensú, transmitido por Canal 7 en 1986.
En 2010, publicó su álbum Ella, con «Gricel», «Tinta roja» y «Malena» como algunos de los trece temas que incluye el proyecto donde María José hace homenaje a los poetas del tango de la década del 40 y a otros autores populares, como Cacho Castaña. Recibió el premio la Orden Del Buzón de la Academia Porteña del Lunfardo y en dos oportunidades ganó el premio Atrevidas Tango. En 2011 fue candidata a los Premios Gardel, en la categoría "mejor álbum de artista femenina de tango". También fue artista invitada en presentaciones de Cacho Castaña e hizo algunas grabaciones junto al mismo.
En 2016, lanza su disco Autora, un álbum con diversos géneros musicales como balada, tango, rock, bossa nova, canción y boleros, entre ellos, temas propios y otros de grandes compositores, interpretado a dúo con Patricia Sosa , Cacho Castaña, Rubén Rada, Luis Salinas, Adriana Varela, Raúl Lavié, Raly Barrionuevo, Julia Zenco, Marian Farías Gómez, Manuela Bravo, Dany Vilá, Patricio Arellano, Florencia Peña, Ligia Piro, Francisco Cuestas, Javier Calamaro  y Jaff son los artistas invitados.
En 2018, lanzó su álbum Demare X Demare, siendo un homenaje a las canciones compuestas por Lucio Demare, tío de la cantante, donde también se incluyeron canciones inéditas de María José. En diciembre de 2021 es finalista en el festival de la canción con su tema «La libertad es el punto de partida». También edita De Amores, con temas compuestos en letra y música por ella.
En 2023, recibió el Premio Gardel en la categoría Mejor Álbum Artista Romántico Melódico por su álbum Emociones.

## Valoración
De María José Demare se ha dicho que:

”Actualmente, sigue mostrando su sello pasional en cada canción que interpreta, pudiendo ir del tango a la canción romántica, acercándose cada vez más a la emoción. Una artista que con su magia emociona en cada presentación, haciéndose cada día más popular…supo integrar magistralmente y sin costuras, el genuino espíritu tanguero y romántico con la cultura contemporánea. Pasional en su forma de cantar y expresarse, brillante de la escena, hizo de su actuación un acto de entrega en cada canción”

## Filmografía
Actriz
- Buscando a Tita (2017)
- Positivo (2014) Dra ADN
- Peanuts One Dollar (2010) .... Judith
- ¡Me robaron el papel picado!  (2009)
- Naranjo en flor (2008)
- La diabla (cortometraje) (2003)
- La esperanza (2003) …Rosa
- Rosarigasinos o Presos del olvido (2001) …Morocha
- La maestra normal (1996)
- El caso María Soledad (1993) …La abogada
- Después de ayer (1987)
- Otra historia de amor (1986)
- Contar hasta diez (1985) …Julieta
- La muerte de Sebastián Arache y su pobre entierro (1983)...Otra mujer (no acreditada)
- Seis pasajes al infierno (1981) dir. Fernando Siro
- La guerra del cerdo (1975)
- Solamente ella (1975)
- La Madre María (1974)
- Los gauchos judíos (1974)
- La balada del regreso (1974)
- Paño verde (1973) …Prostituta
- Pájaro loco (1971)
- Los guerrilleros (1965)

Compositor
- La diabla (cortometraje) (2003)

## Televisión
- 2006 “Un cortado “Canal 7
- 2000	“Primicias” Ciclo Diario- Polka Producciones .- Artear Canal 13
- 2000	“Campeones de la vida” Ciclo Diario – Polka Producciones – Artear
- 1999	“Mamitas” Ciclo Diario – Azul Television
- 1996	“De poeta y de loco” Ciclo Unitario – Aires Cinematográfica-Artear
- 1995	“Nueve Lunas” Ciclo Unitario – Aries Cinematográfica-Artear
- 1994-1995	“Alta Comedia” Ciclo Unitario – Canal 9- Dir: M.H.Avellaneda
- 1993	“Apasionada” Ciclo Diario- Televisa-Artear
- 1993	“Luces y sombras” Ciclo Unitario- ATC- Dir. O.Barney Finn
- 1992	“Desde Adentro” Ciclo Unitario – Coproducción con España-
- 1992	“El Gordo y el Flaco” Ciclo Unitario- Telefe Canal 11
- 1991	“Grande Pá” Ciclo Unitario – Telefe Canal 11
- 1991			“Los Benvenutto”	Ciclo Unitario . Telefe Canal 11
- 1990-1991	“Detectives de Señoras” Ciclo Unitario – Artear Canal 13
- 1989 “Las comedias de Darío Vittori”(episodio: "De profesión: Mano derecha") como Luci, la secretaria
- 1988	“Vínculos” Ciclo Unitario – Artear Canal 13
- 1987	“Contracara” Ciclo Unitario – ATC Dir: M.H. Avellaneda
- 1987	“Hombres de Ley” Ciclo Unitario – ATC
- 1986	“De Cuarta” Ciclo Unitario – ATC- Dir: Claudio Ferrari
- 1986			“Soñar sin límites” Ciclo Unitario - ATC
- 1985	“Entre el cielo y la tierra” Ciclo Diario – Canal 11
- 1985	“Situación Límite” Ciclo Unitario – ATC.
- 1985	“La señora Ordoñez” Ciclo Diario – ATC- Dir: M.H.Avellaneda
- 1984	“Pelito” Ciclo Diario – Artear Canal 13
- 1984	“Compromiso” Ciclo Unitario – Artear Canal 13
- 1984	“A sangre fría” Ciclo Unitario – ATC- Dir. O.Barney Finn
- 1984	“Yolanda Luján” Ciclo Diario – Canal 11
- 1983	“La tentación” Ciclo Diario - ATC
- 1983	“Las 24 horas” Ciclo Unitario – Canal 13
- 1975	“La Sarten por el mango” Ciclo Especial – Canal 11
- 1972			“El teatro de Malvina Pastorino” Ciclo Unitario – Canal 9
- 1971			“Sábados Circulares”	Ciclo Musical Unitario. Cond. Pipo Mancera
- 1969	“Vamos a Casa” Ciclo Unitario – ATC
- 1969	“Las Grandes Novelas” Ciclo Unitario – ATC Dir. S. Renán
- 1968	“El amor tiene cara de mujer” Ciclo Diario- Canal 13
- 1967	“Galería Polyana” Ciclo Diario – Canal 9 Dir. M.Reguera
- 1966	“Los hermanos” Ciclo Diario – Canal 13
- 1965	“El show estandar electric” Ciclo Unitario- Canal 11- Dir: F. Ayala
- 1964	“Acacia Montero” Ciclo Unitario con Tita Merello – Canal 11

## Discografía
- 1969: El tren de las 8 (ODEON)
- 1983: Viva María - (RCA)
- 2002: Alquimia (G.L.D. DISTRIBUIDORA S.A.)
- 2007: La Demare en vivo (FONOCAL)
- 2008: Tangos y Baladas (CRUX RECORDS)
- 2010: Ella - FONOCAL
- 2015: Autora (PELO MUSIC)
- 2018: Demare X Demare (Epsa Music)
- 2021: De Amores (Epsa Music)
- 2022: Emociones (Epsa Music)

## Simples
- 1983: "La violencia: ¡No! / Viva María" (Simple) - RCA

## Premios
- Premio Podestá por los 50 años de afiliación a la Asociación Argentina de Actores.[10]
- Premio Gardel en la categoría Mejor Álbum Artista Romántico Melódico por su álbum Emociones. Edición 2023[11]